# 巴西小公魚
巴西小公魚（学名：Anchoviella nattereri）為輻鰭魚綱鲱形目鳀科的其中一種，分布於南美洲巴西亞馬遜河河口流域，本魚體延長，吻長，上頷短，其前端方形，臀鰭長，體側有一模糊的銀色條紋，臀鰭軟條28-29條，體長可達5公分，喜群游，棲息在河口區，以浮游生物為食。

## 擴展閱讀
維基物種上的相關：巴西小公魚